# Agatius
Sfântul Agatius (în greacă: Ἅγιος Ἀκάκιος; n. secolul al III-lea d.Hr., Cappadocia, Regiunea Anatolia Centrală, Turcia – d. 8 mai 303 d.Hr., Bizanț, Imperiul Otoman, Tracia), cunoscut și ca Acacius din Bizanț, Achatius, sau Agaton conform tradiției creștine, a fost un centurion grec cappadocian al armatei imperiale, martirizat în jurul anului 304. O biserică a existat în Constantinopol asociată cu Acacius și, eventual, numită după el: Biserica Sf. Acacius.

## Istorie
Agatius a fost arestat sub acuzația că a fost creștin făcută de către Tribune Firmus în Perinthos, Tracia, torturat și apoi adus la Bizanț unde a fost flagelat și decapitat, fiind făcut martir pentru că nu voia să renunțe la credința sa creștină.
Data martiriului său este pe 8 mai, când este celebrată jertfa sa.

## Venerare
Moaștele sale au fost mutate aproximativ în anul 630,  la Squillace, aproape de Vivarium, mănăstirea fondată în secolul precedent de Cassiodorus în călcâiul Italiei. El a fost cunoscut în Squillace ca San Agario.  O relicvă a brațului său a fost adusă la Guardavalle în 1584 de către episcopul de Squillace, Marcello Sirleto, de unde și patronajul lui Agathius al acestui oraș.  Moaștele din Squillace au fost, de asemenea, aduse la Cuenca și Ávila în Spania, unde este cunoscut sub numele de San Acato.
Sfântul Agathius este venerat și în Slovenia, unde îi sunt închinate numeroase biserici și capele; această venerație populară datează din secolul al XVI-lea, când a fost considerat sfântul patron al luptătorilor împotriva turcilor otomani. Din același motiv, el a devenit popular printre manioți, locuitorii Peninsulei Mani din Grecia, care au preluat confruntarea sa cu autoritățile romane păgâne ca simbol al rezistenței lor de lungă durată a domniei Imperiului Otoman .
Sfantul Achatius este unul dintre Paisprezece Sfinti Ajutor sau Sfinti Auxiliari.